# Steve McManaman
Steven Charles McManaman (Liverpool, 11 febbraio 1972) è un ex calciatore inglese, di ruolo centrocampista.
È il calciatore britannico più titolato tra quelli che hanno giocato all'estero ed il terzo migliore di sempre, alle spalle di Kevin Keegan e John Charles, secondo il quotidiano The Sun. Ricordato spesso per la sua grande abilità nel dribbling in velocità e negli spazi aperti, è l'unico calciatore inglese ad aver vinto la Champions League per due volte con una squadra straniera, il Real Madrid.
Nella sua carriera ha giocato con Liverpool, Real Madrid, Manchester City. Con la Nazionale inglese conta 37 presenze e 3 reti. Ha partecipato agli Europei 1996 e 2000 e ai Mondiali 1998.
Nel marzo 2019 viene scelto come ambasciatore per l’Europeo 2020.

## Carriera

### Club

#### Liverpool
Cresce nelle giovanili e debutta come professionista con il Liverpool. Il suo debutto in prima squadra, a 18 anni risale al 15 dicembre 1990, dove entra come sostituto e aiuta la squadra a battere lo Sheffield United per 2-1 nella gara valevole per la Football League First Division. Il primo gol arriva solo nella stagione successiva contro il Manchester City nel 2-1 del 21 agosto 1991.
Nel 1992, il Liverpool conquista la FA Cup battendo 2-0 in finale il Sunderland. McManaman, a fine gara viene nominato man of the match. Nel 1994-1995 ottiene un contratto da due milioni di sterline e vince la Coppa di Lega inglese. Durante quest'esperienza è tra i primi cinque per tre stagioni consecutive per il premio Giocatore dell'anno della PFA, senza però riuscire mai a vincere. Rimane svincolato a parametro zero a partire dal giugno 1999, a causa della Sentenza Bosman.

#### Real Madrid
Il 1º luglio 1999, dopo quasi un decennio in forza al Liverpool, viene acquistato dal Real Madrid a costo zero, firmando un quinquennale. Vicente del Bosque, suo allenatore all'epoca gli concede poco spazio, soprattutto dopo l'acquisto di Luís Figo nel 2000. Con le merengues McManaman ha vinto due campionati spagnoli (2001 e 2003) e due Champions League. L'apice della sua esperienza spagnola arriva nella finale di Champions League del 2000 contro il Valencia, quando realizza il secondo dei tre gol del Real Madrid con un tiro al volo da fuori dopo una respinta ai limiti dell'area da parte della difesa avversaria. Finita la stagione 2002-2003, rimane svincolato.

#### Manchester City
Nel luglio 2003 viene ingaggiato a parametro zero dal Manchester City, tornando così in Inghilterra. Con gli Sky Blues gioca due stagioni, totalizzando un numero discreto di presenze. Esordisce il 14 settembre 2003 nella vittoria per 4-1 contro l'Aston Villa al City of Manchester Stadium. I tifosi lo soprannomineranno anche "McMoneyman" (gioco di parole tra il suo cognome e la parola money, cioè denaro) riferendosi ai motivi economici per i quali aveva abbandonato il Liverpool anni prima. Nel novembre dello stesso anno è protagonista di uno scandalo a luci rosse insieme al suo compagno di squadra Robbie Fowler. I due sono colpevoli di aver avuto una notte di passione con due donne conosciute in un pub dopo la gara con i Queens Park Rangers, nonostante fossero entrambi sposati. Nel 2005 decide di ritirarsi dal calcio giocato a soli 33 anni.

### Nazionale
Da ragazzo è una grande promessa: debutta nell'Inghilterra U-21 prima ancora di esordire in Premier League.
Esordisce in nazionale maggiore il 16 novembre 1994 contro la Nigeria in un'amichevole internazionale al Wembley Stadium. Con la nazionale partecipa agli Europei 1996, venendo inserito nel Team of the Tournament (squadra del Torneo). Il 4 settembre 1999 segna la sua prima e unica doppietta in nazionale contro il Lussemburgo nel tennistico 6-0 valido per le qualificazioni agli Europei 2000. La terza e ultima rete con la maglia della propria nazionale arriva nella sconfitta per 2-3 contro il Portogallo nella fase a gironi degli Europei 2000. Steve sigla il 2-0 al 18º minuto del primo tempo, per poi assistere al recupero e sorpasso da parte dei portoghesi.
Chiude con la nazionale il 6 ottobre 2001 contro la Grecia in una partita valida per la qualificazione del Mondiale 2002, uscendo al minuto 78.

## Statistiche

### Presenze e reti nei club
Statistiche aggiornate al 15 ottobre 2011.
| Stagione               | Squadra                | Campionato             | Campionato | Campionato | Coppe nazionali | Coppe nazionali | Coppe nazionali | Coppe continentali | Coppe continentali | Coppe continentali | Altre coppe | Altre coppe | Altre coppe | Totale | Totale |
| Stagione               | Squadra                | Comp                   | Pres       | Reti       | Comp            | Pres            | Reti            | Comp               | Pres               | Reti               | Comp        | Pres        | Reti        | Pres   | Reti   |
| ---------------------- | ---------------------- | ---------------------- | ---------- | ---------- | --------------- | --------------- | --------------- | ------------------ | ------------------ | ------------------ | ----------- | ----------- | ----------- | ------ | ------ |
| 1990-1991              | Liverpool              | FD                     | 2          | 0          | FACup+CdL       | 1+0             | 0+0             | -                  | -                  | -                  | -           | -           | -           | 3      | 0      |
| 1991-1992              | Liverpool              | FD                     | 30         | 5          | FACup+CdL       | 8+5             | 3+3             | CU                 | 8                  | 0                  | -           | -           | -           | 51     | 11     |
| 1992-1993              | Liverpool              | PL                     | 31         | 4          | FACup+CdL       | 1+5             | 0+2             | CdC                | 3                  | 1                  | -           | -           | -           | 40     | 7      |
| 1993-1994              | Liverpool              | PL                     | 30         | 2          | FACup+CdL       | 2+2             | 0+0             | -                  | -                  | -                  | -           | -           | -           | 34     | 2      |
| 1994-1995              | Liverpool              | PL                     | 40         | 7          | FACup+CdL       | 7+8             | 0+2             | -                  | -                  | -                  | -           | -           | -           | 55     | 9      |
| 1995-1996              | Liverpool              | PL                     | 38         | 6          | FACup+CdL       | 7+4             | 2+1             | CU                 | 4                  | 1                  | -           | -           | -           | 53     | 10     |
| 1996-1997              | Liverpool              | PL                     | 37         | 7          | FACup+CdL       | 2+4             | 0+2             | CU                 | 8                  | 1                  | -           | -           | -           | 51     | 10     |
| 1997-1998              | Liverpool              | PL                     | 36         | 11         | FACup+CdL       | 1+5             | 0+0             | CU                 | 4                  | 1                  | -           | -           | -           | 46     | 12     |
| 1998-1999              | Liverpool              | PL                     | 28         | 4          | FACup+CdL       | 0+0             | 0+0             | CU                 | 3                  | 1                  | -           | -           | -           | 31     | 5      |
| Totale Liverpool       | Totale Liverpool       | Totale Liverpool       | 274        | 46         |                 | 62              | 15              |                    | 30                 | 5                  |             | -           | -           | 366    | 66     |
| 1999-2000              | Real Madrid            | PD                     | 28         | 3          | CR              | 5               | 0               | UCL                | 13                 | 1                  | CmC         | 4           | 0           | 50     | 4      |
| 2000-2001              | Real Madrid            | PD                     | 28         | 2          | CR              | 0               | 0               | UCL                | 11                 | 2                  | SU+CI       | 0+1         | 0+0         | 40     | 4      |
| 2001-2002              | Real Madrid            | PD                     | 23         | 2          | CR              | 4               | 0               | UCL                | 13                 | 2                  | SS          | 1           | 0           | 41     | 4      |
| 2002-2003              | Real Madrid            | PD                     | 15         | 1          | CR              | 6               | 1               | UCL                | 6                  | 2                  | SU          | 0           | 0           | 27     | 4      |
| Totale Real Madrid     | Totale Real Madrid     | Totale Real Madrid     | 94         | 8          |                 | 15              | 1               |                    | 43                 | 7                  |             | 6           | 0           | 158    | 16     |
| 2003-2004              | Manchester City        | PL                     | 22         | 0          | FACup+CdL       | 3+1             | 0+0             | CU                 | 4                  | 0                  | -           | -           | -           | 30     | 0      |
| 2004-2005              | Manchester City        | PL                     | 13         | 0          | FACup+CdL       | 1+0             | 0+0             | -                  | -                  | -                  | -           | -           | -           | 14     | 0      |
| Totale Manchester City | Totale Manchester City | Totale Manchester City | 35         | 0          |                 | 5               | 0               |                    | 4                  | 0                  |             | -           | -           | 44     | 0      |
| Totale carriera        | Totale carriera        | Totale carriera        | 403        | 54         |                 | 82              | 16              |                    | 77                 | 12                 |             | 6           | 0           | 568    | 82     |

### Cronologia presenze e reti in nazionale
| Cronologia completa delle presenze e delle reti in nazionale ― Inghilterra | Cronologia completa delle presenze e delle reti in nazionale ― Inghilterra | Cronologia completa delle presenze e delle reti in nazionale ― Inghilterra | Cronologia completa delle presenze e delle reti in nazionale ― Inghilterra | Cronologia completa delle presenze e delle reti in nazionale ― Inghilterra | Cronologia completa delle presenze e delle reti in nazionale ― Inghilterra | Cronologia completa delle presenze e delle reti in nazionale ― Inghilterra | Cronologia completa delle presenze e delle reti in nazionale ― Inghilterra |
| Data                                                                       | Città                                                                      | In casa                                                                    | Risultato                                                                  | Ospiti                                                                     | Competizione                                                               | Reti                                                                       | Note                                                                       |
| -------------------------------------------------------------------------- | -------------------------------------------------------------------------- | -------------------------------------------------------------------------- | -------------------------------------------------------------------------- | -------------------------------------------------------------------------- | -------------------------------------------------------------------------- | -------------------------------------------------------------------------- | -------------------------------------------------------------------------- |
| 16-11-1994                                                                 | Londra                                                                     | Inghilterra                                                                | 1 – 0                                                                      | Nigeria                                                                    | Amichevole                                                                 | -                                                                          | 26’                                                                        |
| 29-3-1995                                                                  | Londra                                                                     | Inghilterra                                                                | 0 – 0                                                                      | Uruguay                                                                    | Amichevole                                                                 | -                                                                          | 46’                                                                        |
| 3-6-1995                                                                   | Londra                                                                     | Inghilterra                                                                | 2 – 1                                                                      | Giappone                                                                   | Umbro Cup 1995                                                             | -                                                                          | 68’                                                                        |
| 6-9-1995                                                                   | Londra                                                                     | Inghilterra                                                                | 0 – 0                                                                      | Colombia                                                                   | Amichevole                                                                 | -                                                                          |                                                                            |
| 11-10-1995                                                                 | Oslo                                                                       | Norvegia                                                                   | 0 – 0                                                                      | Inghilterra                                                                | Amichevole                                                                 | -                                                                          |                                                                            |
| 15-11-1995                                                                 | Londra                                                                     | Inghilterra                                                                | 3 – 1                                                                      | Svizzera                                                                   | Amichevole                                                                 | -                                                                          |                                                                            |
| 12-12-1995                                                                 | Londra                                                                     | Inghilterra                                                                | 1 – 1                                                                      | Portogallo                                                                 | Amichevole                                                                 | -                                                                          | 79’                                                                        |
| 27-3-1996                                                                  | Londra                                                                     | Inghilterra                                                                | 1 – 0                                                                      | Bulgaria                                                                   | Amichevole                                                                 | -                                                                          |                                                                            |
| 24-4-1996                                                                  | Londra                                                                     | Inghilterra                                                                | 0 – 0                                                                      | Croazia                                                                    | Amichevole                                                                 | -                                                                          |                                                                            |
| 22-5-1996                                                                  | Pechino                                                                    | Cina                                                                       | 0 – 3                                                                      | Inghilterra                                                                | Amichevole                                                                 | -                                                                          | 80’                                                                        |
| 8-6-1996                                                                   | Londra                                                                     | Inghilterra                                                                | 1 – 1                                                                      | Svizzera                                                                   | Euro 1996 - 1º turno                                                       | -                                                                          | 67’                                                                        |
| 15-6-1996                                                                  | Londra                                                                     | Inghilterra                                                                | 2 – 0                                                                      | Scozia                                                                     | Euro 1996 - 1º turno                                                       | -                                                                          |                                                                            |
| 18-6-1996                                                                  | Londra                                                                     | Inghilterra                                                                | 4 – 1                                                                      | Paesi Bassi                                                                | Euro 1996 - 1º turno                                                       | -                                                                          |                                                                            |
| 22-6-1996                                                                  | Londra                                                                     | Inghilterra                                                                | 0 – 0 dts (4 – 2 dtr)                                                      | Spagna                                                                     | Euro 1996 - Quarti di finale                                               | -                                                                          | 109’                                                                       |
| 26-6-1996                                                                  | Londra                                                                     | Inghilterra                                                                | 1 – 1 dts (5 – 6 dtr)                                                      | Germania                                                                   | Euro 1996 - Semifinale                                                     | -                                                                          | 3º posto                                                                   |
| 9-10-1996                                                                  | Londra                                                                     | Inghilterra                                                                | 2 – 1                                                                      | Polonia                                                                    | Qual. Mondiali 1998                                                        | -                                                                          |                                                                            |
| 12-2-1997                                                                  | Londra                                                                     | Inghilterra                                                                | 0 – 1                                                                      | Italia                                                                     | Qual. Mondiali 1998                                                        | -                                                                          | 76’                                                                        |
| 29-3-1997                                                                  | Londra                                                                     | Inghilterra                                                                | 2 – 0                                                                      | Messico                                                                    | Amichevole                                                                 | -                                                                          | 68’                                                                        |
| 15-11-1997                                                                 | Londra                                                                     | Inghilterra                                                                | 2 – 0                                                                      | Camerun                                                                    | Amichevole                                                                 | -                                                                          |                                                                            |
| 25-3-1998                                                                  | Berna                                                                      | Svizzera                                                                   | 1 – 1                                                                      | Inghilterra                                                                | Amichevole                                                                 | -                                                                          |                                                                            |
| 27-5-1998                                                                  | Casablanca                                                                 | Marocco                                                                    | 0 – 1                                                                      | Inghilterra                                                                | Torneo King Hassan II 1998                                                 | -                                                                          |                                                                            |
| 26-6-1998                                                                  | Lens                                                                       | Colombia                                                                   | 0 – 2                                                                      | Inghilterra                                                                | Mondiali 1998 - 1º turno                                                   | -                                                                          | 73’                                                                        |
| 27-3-1999                                                                  | Londra                                                                     | Inghilterra                                                                | 3 – 1                                                                      | Polonia                                                                    | Qual. Euro 2000                                                            | -                                                                          | 69’                                                                        |
| 28-4-1999                                                                  | Budapest                                                                   | Ungheria                                                                   | 1 – 1                                                                      | Inghilterra                                                                | Amichevole                                                                 | -                                                                          | 85’                                                                        |
| 4-9-1999                                                                   | Londra                                                                     | Inghilterra                                                                | 6 – 0                                                                      | Lussemburgo                                                                | Qual. Euro 2000                                                            | 2                                                                          |                                                                            |
| 8-9-1999                                                                   | Varsavia                                                                   | Polonia                                                                    | 0 – 0                                                                      | Inghilterra                                                                | Qual. Euro 2000                                                            | -                                                                          | 79’                                                                        |
| 31-5-2000                                                                  | Londra                                                                     | Inghilterra                                                                | 1 – 1                                                                      | Ucraina                                                                    | Amichevole                                                                 | -                                                                          |                                                                            |
| 3-6-2000                                                                   | Ta' Qali                                                                   | Malta                                                                      | 1 – 2                                                                      | Inghilterra                                                                | Amichevole                                                                 | -                                                                          | 69’                                                                        |
| 12-6-2000                                                                  | Eindhoven                                                                  | Portogallo                                                                 | 3 – 2                                                                      | Inghilterra                                                                | Euro 2000 - 1º turno                                                       | 1                                                                          | 58’                                                                        |
| 2-9-2000                                                                   | Saint-Denis                                                                | Francia                                                                    | 1 – 1                                                                      | Inghilterra                                                                | Amichevole                                                                 | -                                                                          | 83’                                                                        |
| 11-10-2000                                                                 | Helsinki                                                                   | Finlandia                                                                  | 0 – 0                                                                      | Inghilterra                                                                | Qual. Mondiali 2002                                                        | -                                                                          | 69’                                                                        |
| 24-3-2001                                                                  | Liverpool                                                                  | Inghilterra                                                                | 2 – 1                                                                      | Finlandia                                                                  | Qual. Mondiali 2002                                                        | -                                                                          | 68’ 72’                                                                    |
| 28-3-2001                                                                  | Tirana                                                                     | Albania                                                                    | 1 – 3                                                                      | Inghilterra                                                                | Qual. Mondiali 2002                                                        | -                                                                          | 46’                                                                        |
| 6-6-2001                                                                   | Atene                                                                      | Grecia                                                                     | 0 – 2                                                                      | Inghilterra                                                                | Qual. Mondiali 2002                                                        | -                                                                          | 75’                                                                        |
| 1-9-2001                                                                   | Monaco di Baviera                                                          | Germania                                                                   | 1 – 5                                                                      | Inghilterra                                                                | Qual. Mondiali 2002                                                        | -                                                                          | 65’                                                                        |
| 5-9-2001                                                                   | Newcastle                                                                  | Inghilterra                                                                | 2 – 0                                                                      | Albania                                                                    | Qual. Mondiali 2002                                                        | -                                                                          | 64’                                                                        |
| 6-10-2001                                                                  | Manchester                                                                 | Inghilterra                                                                | 2 – 2                                                                      | Grecia                                                                     | Qual. Mondiali 2002                                                        | -                                                                          | 78’                                                                        |
| Totale                                                                     |                                                                            | Presenze                                                                   | 37                                                                         |                                                                            | Reti                                                                       | 3                                                                          |                                                                            |

## Palmarès

### Club

#### Competizioni nazionali
- Coppa d'Inghilterra: 1

Liverpool: 1991-1992
- Coppa di Lega inglese: 1

Liverpool: 1994-1995
- Campionato spagnolo: 2

Real Madrid: 2000-2001, 2002-2003
- Supercoppa di Spagna: 1

Real Madrid: 2001

#### Competizioni internazionali
- UEFA Champions League: 2

Real Madrid: 1999-2000, 2001-2002
- Supercoppa UEFA: 1

Real Madrid: 2002
- Coppa Intercontinentale: 1

Real Madrid: 2002